# Ural Airlines
Ural Airlines (rus: Уральские авиалинии, Uràlskie avialini) és una aerolínia russa amb seu a Iekaterinburg (óblast de Sverdlovsk) que duu a terme vols programats i xàrter a destinacions nacionals i internacionals. La seva base es troba a l'Aeroport Internacional de Koltsovo. El 2018 transportà nou milions de passatgers. El 15 d'agost del 2019, un vol de Ural Airlines efectuà un aterratge d'emergència en un camp després d'impactar amb una bandada d'ocells durant l'ascens inicial. No hi hagué cap víctima mortal.